# Hédonická adaptace
Hédonická adaptace (v anglickém jazyce hedonic treadmill či hedonic adaptation) je psychologickým procesem emocionálního vyrovnávání, které spočívá v postupném odeznění pozitivních i negativních pocitů souvisejících se životními událostmi. Člověk si při dosažení předem vytyčeného cíle rychle zvykne, adaptuje se a událost sama o sobě přestane vytvářet další pozitivní či negativní emoce. Překvapivě to funguje obdobně i u událostí pro člověka nepříznivých.
Psychologický výzkum z roku 1978 se zaměřil na spokojenost lidí, kteří vyhráli v loterii, a porovnával jejich subjektivní pocity štěstí s lidmi, kteří při nehodě ochrnuli a skončili na vozíčku. Dalo by se logicky předpokládat, že výherci budou šťastnější. Ovšem výzkum překvapivě potvrdil, že hendikepovaný jedinec, který je schopný se o sebe dále postarat, se emočně navrací na původní úroveň štěstí během 2 let po nehodě. I u těžce invalidních lidí míra štěstí postupně narůstá, ačkoliv se na původní úroveň již nedostane. Výherci vyšších částek se po krátkém období radostné euforie průběžně navrátili na stejnou úroveň spokojenosti a štěstí, jakou pociťovali před výhrou. Z toho vyplývá, že obě zkoumané skupiny po určitém čase dosahují obdobné míry subjektivního pocitu štěstí a spokojenosti.
Hédonická adaptace představuje univerzální psychický mechanismus. Funguje i v případě, kdy mají zkoumaní jedinci určit např. teplotu vody při koupání. Ve chvíli prvního kontaktu s vodou je každý schopen relativně přesně určit teplotu vody (teplá x studená), ale poté si postupně na teplotu vody zvykne a začne ji hodnotit „ani studená, ani teplá“, a to bez ohledu na původní reálnou výši teploty vody. Po určité době, kdy se jedinec ve vodě adaptuje, vždy končí s neutrálním prožitkem.

## Další příklady
- Přistěhovali jste se do domu se škaredými zelenými kachličkami? Zvyknete si.
- Právě jste se oženili či provdali? Zvyknete si také.
- Spokojenost zaměstnanců s jejich prací závisí na změnách platu, nikoli na absolutní výši platu. Lidé si tedy zvyknou na svůj plat, ať už je jakkoli nízký nebo vysoký. Zvýšení platu je příjemné a snížení naopak frustrující, a to bez ohledu na absolutní výši měnících se částek.

## Easterlinův paradox
Easterlinův paradox je fenomén propojující ekonomický růst zemí měřený pomocí HDP a úroveň spokojenosti tamních obyvatel. Z ekonomického hlediska by se dalo opět logicky usuzovat, že bohatší společnost, která může více uspokojovat své subjektivní potřeby, také bude relativně spokojenější a šťastnější. Pro chudé lidi tento předpoklad platí. Zvyšující se příjem související s lepším materiálním zabezpečením a zlepšením životních podmínek se u nich skutečně projevuje nárůstem pocitu životní spokojenosti. Avšak od určité úrovně bohatství už materiální blahobyt k životní spokojenosti nepřispívá, a někdy ji dokonce může i snižovat. Ekonomický předpoklad, že s nárůstem materiální produkce poroste i uspokojení, se empiricky nepotvrdil.
Například v Japonsku se v letech 1958 až 1987 příjmy obyvatel zpětinásobily, ale udávaná úroveň štěstí Japonců zůstala po celou dobu stejná. Na vzrůst blahobytu se tedy obyvatelé rozvinutých států vždy adaptují.
Faktem je, že lidé si fenoménů hédonické adaptace ani Easterlinova paradoxu nejsou obvykle vědomi a obecně předpokládají, že konkrétní životní události jim přinesou trvalý vliv na úroveň štěstí a celkové spokojenosti.

## Jak překonat hédonickou adaptaci
- Nepřerušovat nepříjemné úkoly – do nepříjemného úkolu se musíme znovu ponořit.
- Přerušovat příjemné úkoly – nová vlna nadšení.
- Zpomalit své radosti. Nová pohovka potěší na několik měsíců. Novou televizi si koupit až poté, co se radost z pohovky vytratí.
- Skutečná radost a pokrok se dostavuje v momentech, kdy zariskujeme a podnikneme něco nového.
- Každý soused má něco, co my postrádáme. Závist je z perspektivy hédonické adaptace nerozumné chování, protože i kdybychom danou věc získali, šťastnější stejně nebudeme.
- Nestanovujte si stále větší a větší cíle. Raději hledejte vnitřní motivaci a smysl vašeho konání. Mějte svou osobní vizi, která odpoví na otázku, čemu byste chtěli ideálně věnovat čas svého života.